# Paul Gerson Unna
Paul Gerson Unna  (8 de septiembre de 1850, Hamburgo - 29 de enero de 1929, Hamburgo) fue un médico, y micólogo alemán del Hospital de Hamburgo, hijo del médico Moritz Adolph Unna e Ida Gerson. Se le considera el más decidido impulsor del estudio histológico de las afecciones de la piel, sobre todo del eccema.
En 1870, año en que comenzó sus estudios de medicina, Paul Unna solicitó incorporar a su nombre el apellido Gerson, dada la alta estima que tenía por su abuelo materno, también médico, petición a la cual el senado de Hamburgo accedió. Ese mismo año estalló la guerra franco-prusiana, combatiendo Unna en las filas del ejército prusiano. En la batalla de Le Mans es herido en un muslo, siendo retornado a su casa. Como herido de guerra, se hizo acreedor de una pensión de por vida que luego le ayudará para sus investigaciones en la dermatología.
Una consecuencia de esta guerra fue la entrega de Alsacia por parte de Francia a Alemania, donde el káiser alemán reabre la Universidad de Estrasburgo. Allí, Unna reanuda sus estudios de medicina y filosofía, a las que siguió dedicado durante el resto de su vida.